# Weljatyno
Weljatyno (ukrainisch Велятино; russisch Велятино Weljatino, ungarisch Veléte, slowakisch Veľatín) ist ein Dorf in der ukrainischen Oblast Transkarpatien mit etwa 4500 Einwohnern.
Das Dorf ist ein Kurort, in dem es mehrere Thermal- und Mineralquellen sowie ein Thermalbad gibt, das sowohl medizinisch als auch touristisch genutzt wird.

## Geographie
Am 12. Juni 2020 wurde das Dorf ein Teil neu gegründeten Siedlungsgemeinde Wyschkowo im Rajon Chust; bis dahin bildete es die Landratsgemeinde Weljatyno (Велятинська сільська рада/Weljatynska silska rada) im Süden des Rajons.
Die Ortschaft liegt im Tal der Theiß an deren Zufluss Jarok und an der Territorialstraße T–07–37 nahe der ukrainisch-rumänischen Grenze. Das Rajonzentrum Chust liegt 9 km nördlich und das Oblastzentrum Uschhorod 115 km nordwestlich vom Dorf.

## Geschichte
Erstmals schriftlich erwähnt wurde das Dorf im Jahr 1576. Bis 1919 gehörte die Ortschaft größtenteils zum Komitat Ugocsa im ungarischen Teil des Kaiserreichs Österreich-Ungarn. 1945 wurde die Ortschaft Teil der Ukrainischen SSR innerhalb der Sowjetunion und seit 1991 gehört Weljatyn zur unabhängigen Ukraine.
Bis zum 13. März 2018 trug der Ort den Namen Weljatyn (Велятин) und wurde dann auf Weljatyno umbenannt.